# 커환스제
《커환스제》(중국어: 科幻世界, 한자음: 과환세계)는 쓰촨성 청두에서 출판하는 중화인민공화국의 SF 잡지이다. 중화인민공화국에서 가장 큰 SF 잡지로 1979년 창간되었다.